# Мартыш
Мартыш — упразднённая в 2024 году деревня в Тукаевском районе Республики Татарстан Российской Федерации. Входила в Иштеряковское сельское поселение.

## География
Находилась в северо-восточной части Татарстана, у реки Мартышки, на расстоянии приблизительно 21 км на юго-запад от юго-западной границы районного центра города Набережные Челны.

## История
Известна с 1678 года как Бачкеева Пустошь (Бекчюрова Пустошь), позднее упоминалось также как Мартыш Баш.
Деревня попала в санитарную зону Нижнекамского промышленного узла.  Жалобы местных жителей на загрязнение реки Мартышки поступили в 2008 году. В 2020 году дома и земли передали в Госжилфонд РТ. СМИ писали, что под снос попали 11 жилых домов и два недостроя.
Всех жителей выселили, выделив квартиры в Набережных Челнах и Нижнекамске.
Официальное упразднение населенного пункта инициировал исполком Тукаевского района. Исключена из учётных данных в 2024 году

## Население
| 1870 | 1920 | 1926 | 1938 | 1949 | 1958 | 1970 |
| ---- | ---- | ---- | ---- | ---- | ---- | ---- |
| 241  | ↗555 | ↗565 | ↘548 | ↘369 | ↗380 | ↘343 |
| 1979 | 1989 | 2002 | 2010 |      |      |      |
| ↘149 | ↘70  | ↗76  | ↗143 |      |      |      |

### Национальный состав
В 2002 году татары — 51 %, кряшены — 44 %.